# بلوار شهرداری (کرج)
بلوار شهرداری یکی از بلوارهای کرج در محله مهرشهر است. این بلوار از بلوار ارم آغاز و در باغ سیب مهرشهر به پایان می‌رسد.
بلوار شهرداری را با نام چهارباندی نیز میشناسند. 
باغ سیب مهرشهر در انتهای این بلوار قرار دارد ، این بلوار جزو لوکس ترین خیابان‌های کرج است و در منطقه ۴ و ۳ شهرداری این شهر قرار دارد.این بلوار به دستور شمس پهلوی برای ساکنین منطقه ساخته شد و چهارباندی نامیده شد.